# Municipio de Union (condado de Clermont)
El municipio de Union (en inglés: Union Township) es un municipio ubicado en el condado de Clermont en el estado estadounidense de Ohio. En el año 2010 tenía una población de 46416 habitantes y una densidad poblacional de 614,16 personas por km².

## Geografía
El municipio de Union se encuentra ubicado en las coordenadas 39°6′42″N 84°15′55″O / 39.11167, -84.26528. Según la Oficina del Censo de los Estados Unidos, el municipio tiene una superficie total de 75.58 km², de la cual 75.08 km² corresponden a tierra firme y (0.65%) 0.49 km² es agua.

## Demografía
Según el censo de 2010, había 46416 personas residiendo en el municipio de Union. La densidad de población era de 614,16 hab./km². De los 46416 habitantes, el municipio de Union estaba compuesto por el 94.53% blancos, el 1.41% eran afroamericanos, el 0.23% eran amerindios, el 1.65% eran asiáticos, el 0.02% eran isleños del Pacífico, el 0.71% eran de otras razas y el 1.46% pertenecían a dos o más razas. Del total de la población el 1.93% eran hispanos o latinos de cualquier raza.